# Bathyraja maccaini
La razza di McCain (Bathyraja maccaini Springer, 1971)) è un pesce cartilagineo della famiglia degli Arincobatidi (Arhynchobatidae) diffuso nelle acque profonde dell'Oceano Australe.

## Tassonomia
La specie venne descritta scientificamente per la prima volta nel 1971 e prende il nome dallo zoologo John S. McCain, esperto della fauna antartica, che ne raccolse l'olotipo, una femmina, nel 1967 al largo delle Shetland Australi (61°11′S 56°04′O) ad una profondità di 145-500 m.

## Descrizione
La razza di McCain è una razza relativamente grande (può raggiungere una lunghezza massima di 120 cm) con pinne pettorali larghe e piatte che formano un disco a forma di diamante, dai bordi arrotondati, e un ampio muso triangolare. Sul lato ventrale del disco sono presenti 5 fessure branchiali, le narici e la bocca. La coda è più corta del disco e non presenta pieghe laterali. Le due pinne dorsale e la pinna caudale sono ridotte. La superficie superiore è di colore bruno-grigiastro scuro, spesso con un disegno di macchie o chiazze chiare che sono più evidenti negli esemplari giovani; spesso è presente anche un paio o più di ocelli pettorali chiari. La superficie ventrale è quasi interamente bianca, spesso con macchioline irregolari scure. I pori delle ampolle di Lorenzini non sono marcati di nero.

## Biologia
Gli embrioni si nutrono esclusivamente di tuorlo. La femmina depone delle uova racchiuse in una capsula cornea con «corna» dure alle estremità, lunga 15,66 cm e larga 8 cm.

## Distribuzione e habitat
La razza di McCain vive nell'Oceano Australe, al largo dell'Antartide e delle isole Kerguelen. È una specie demersale che si incontra sulle piattaforme continentali e insulari e sulla parte superiore della scarpata continentale a profondità comprese tra 145 e 500 m.

## Conservazione
Questa specie non è oggetto di una pesca mirata, ma numerosi esemplari finiscono regolarmente come catture accessorie negli attrezzi per la pesca di cannictidi e notetenidi, come il merluzzo dell'Antartico. L'Unione internazionale per la conservazione della natura la elenca tra le «specie a rischio minimo» (Least Concern).